# Alysicarpus
Alysicarpus är ett släkte av ärtväxter. Alysicarpus ingår i familjen ärtväxter.

## Bildgalleri

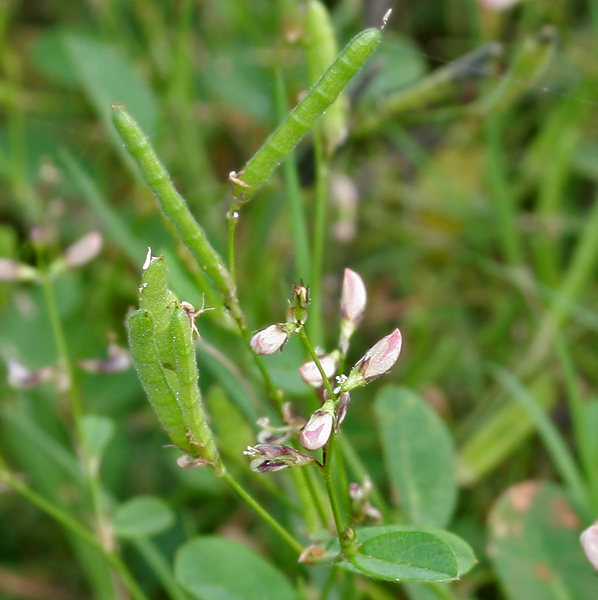
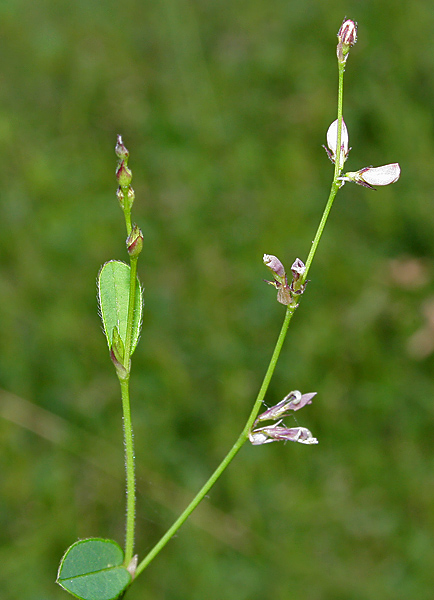
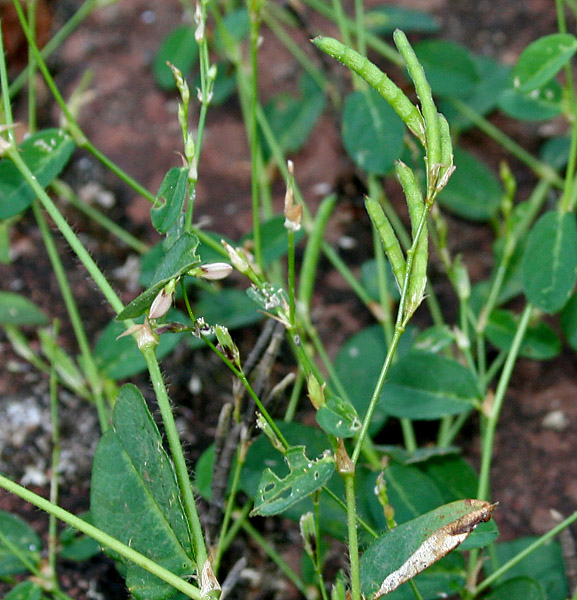
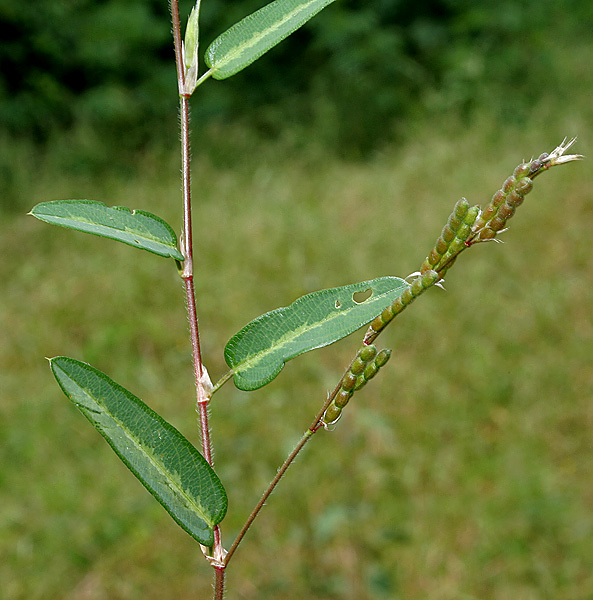
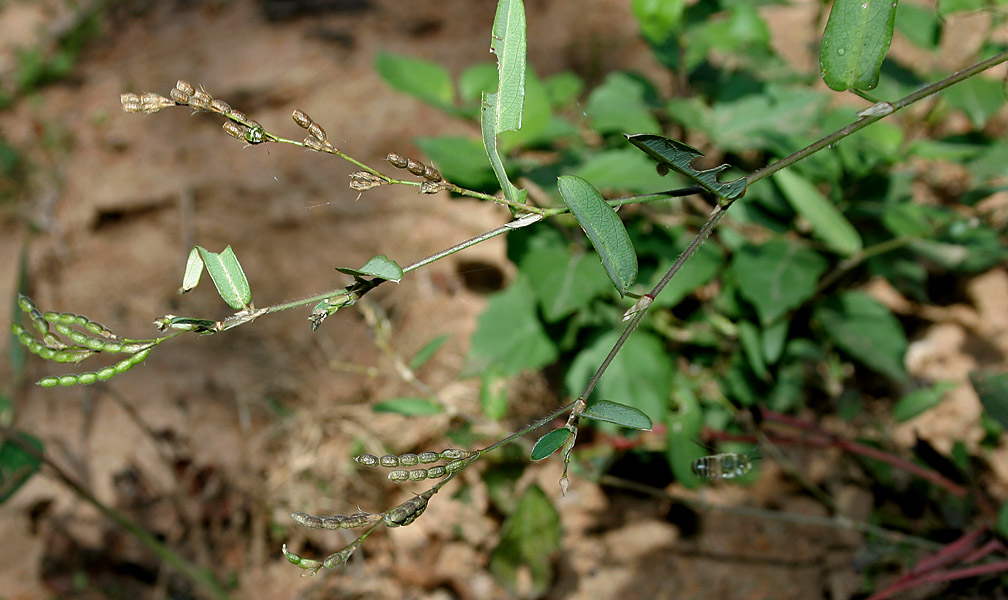
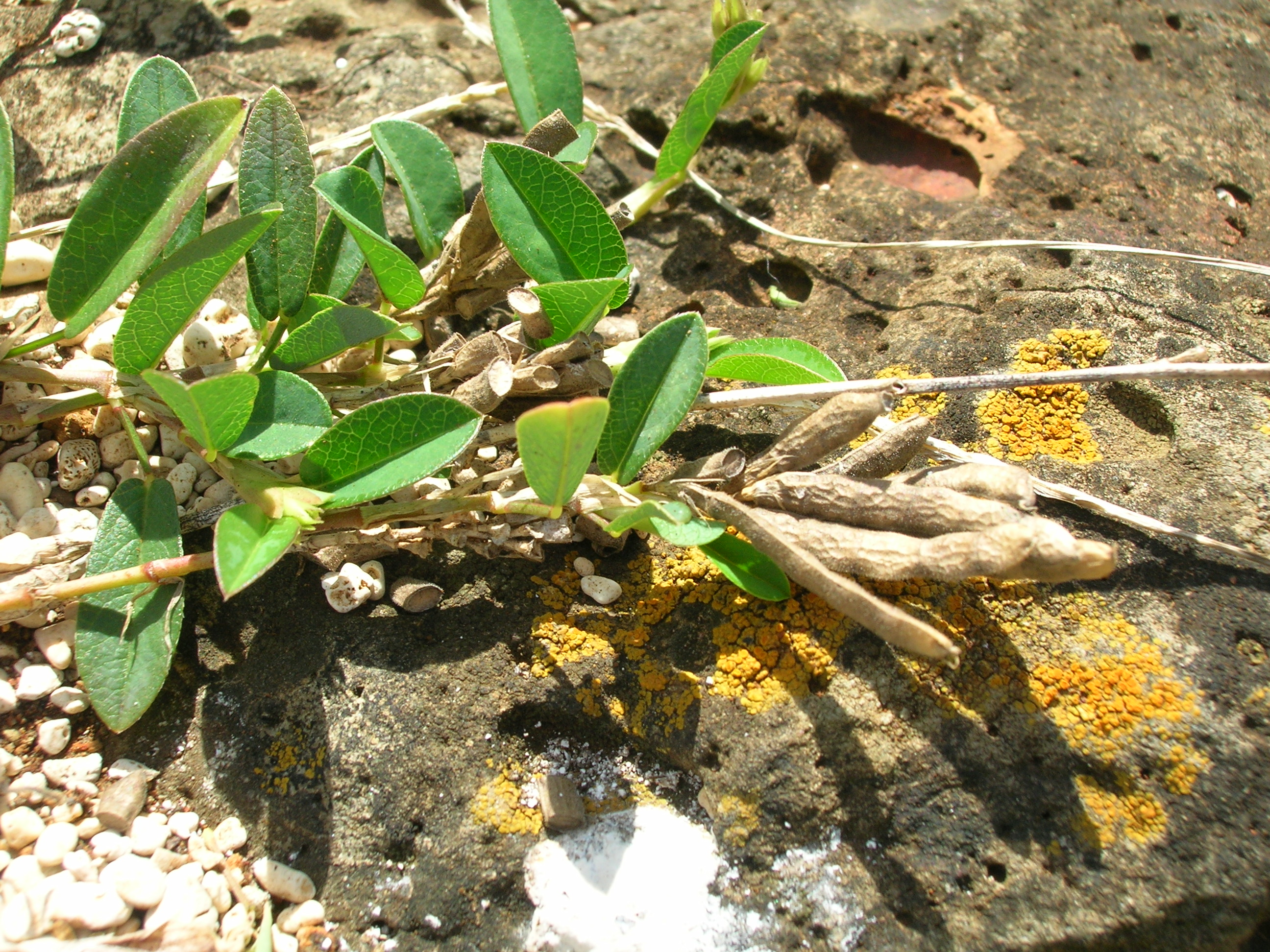

## Dottertaxa tillAlysicarpus, i alfabetisk ordning[1]
- Alysicarpus brownii
- Alysicarpus bupleurifolius
- Alysicarpus ferrugineus
- Alysicarpus gamblei
- Alysicarpus glumaceus
- Alysicarpus hamosus
- Alysicarpus hendersonii
- Alysicarpus heterophyllus
- Alysicarpus heyneanus
- Alysicarpus longifolius
- Alysicarpus ludens
- Alysicarpus luteovexillatus
- Alysicarpus mahabubnagarensis
- Alysicarpus misquitei
- Alysicarpus monilifer
- Alysicarpus naikianus
- Alysicarpus ovalifolius
- Alysicarpus polygonoides
- Alysicarpus prainii
- Alysicarpus pubescens
- Alysicarpus quartinianus
- Alysicarpus roxburghianus
- Alysicarpus rugosus
- Alysicarpus salim-alii
- Alysicarpus saplianus
- Alysicarpus scariosus
- Alysicarpus sedgwickii
- Alysicarpus tetragonolobus
- Alysicarpus timoriensis
- Alysicarpus vaginalis
- Alysicarpus yunnanensis
- Alysicarpus zeyheri